# Referință
Referința este o relație între obiecte care desemnează un singur obiect sau acționează ca un mijloc prin care să se conecteze sau să facă legătura cu un alt obiect. Primul obiect în această relație se spune că se referă la al doilea obiect. Al doilea obiect, cel la care se referă primul obiect, este numit referent al primului obiect. 
Trimiterile pot lua multe forme, inclusiv: o opinie, o percepție senzorială auditivă (onomatopee), vizuală (text), olfactivă, tactilă, stare emoțională, relațională, coordonate spațiu-timp, simbolic sau alfa-numeric, un obiect fizic sau o proiecție de energie. În unele cazuri, sunt utilizate în mod intenționat metode care ascund referința de la unii observatori, precum în criptografie.
Referințele se regăsesc în multe domenii de activitate și ale cunoașterii umane, iar termenul adoptă nuanțe de semnificație diferită în funcție de contextele în care acesta este utilizat. 

## Etimologie și semnificații
Cuvântul referință este derivat din limba latină, referre, însemnând "a transporta înapoi", fiind format din prefixul re- și ferre, "a transporta". Un număr de cuvinte derivă din aceeași rădăcină, inclusiv referire, referat, referențial, referent, referendum.
Verbul a se referi și derivații săi pot purta sensul de "legătură" sau "conectare la", la fel ca în semnificațiile de referință descrise în acest articol. Un alt sens este cel de "consultare".

## Semantică
În semantică, referința este în general interpretată ca relațiile dintre substantive sau pronume și obiectele care sunt numite de acestea. Prin urmare, cuvântul "Ion" se referă la persoana Ion. Cuvântul "el" se referă la un obiect specificat anterior. Obiectul menționat este numit referent al cuvântului. Uneori relația cuvânt-obiect este numită "notație"; cuvântul denotă obiectul. Relația inversă, relația de la obiect la cuvânt, se numește "exemplificare"; obiectul exemplifică ceea ce denotă cuvântul. În analiza sintactică, în cazul în care un cuvânt se referă la un cuvânt precedent, cuvântul anterior se numește "antecedent".

### Sens
Gottlob Frege a susținut că referința nu poate fi tratată identic cu sensul: atât "Hesperus" (un nume vechi grecesc pentru planeta Venus care se vede ca o stea pe cer) cât și "Phosphorus" (un nume grecesc antic pentru aceeași planetă  care se vede dimineața pe cer) se referă la Venus, dar faptul astronomic că '"Hesperus" este "Phosphorus"' poate fi în continuare informativ, chiar dacă "sensurile" lui "Hesperus" și "Phosphorus" sunt deja cunoscute. Această problemă a condus pe Frege să facă distincția între sensul și referința unui cuvânt. Unele cazuri par a fi prea complicate pentru a fi clasificate în acest cadru; acceptarea noțiunii de referință secundară poate fi necesară pentru a umple golul.

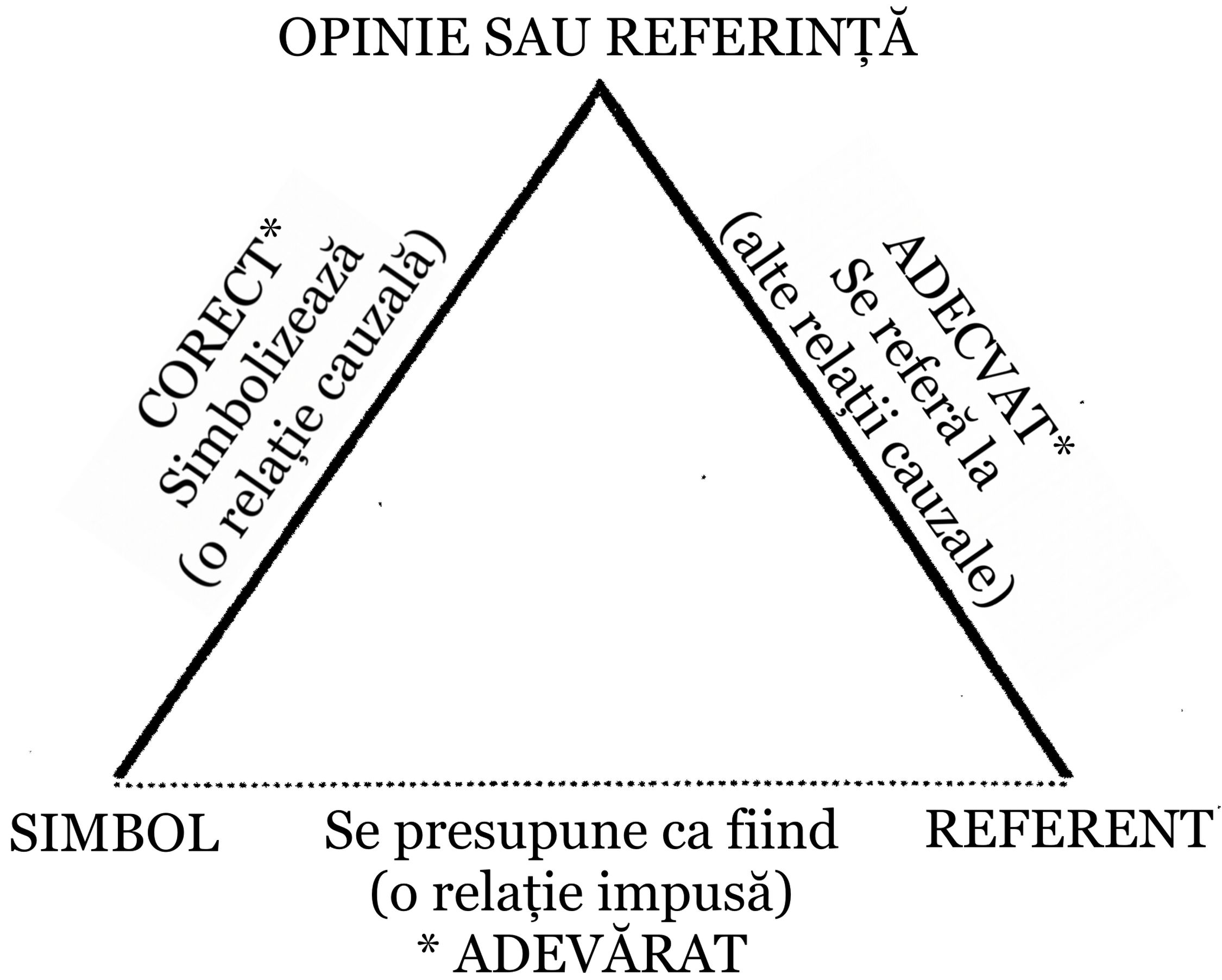
Triunghiul de referință, din cartea influentă Sensul sensului (1923) de C. K. Ogden și I. A. Richards.

### Referent absent
Cuvintele pot avea multe ori sens fără a avea un referent concret aici-și-acum. Nume fictive și mitologice, cum ar fi "Bo-Peep" și "Hercule" ilustrează această posibilitate. Linkurile de abonare cu referenți absenți permit, de asemenea, să se discute idei abstracte ("dragoste", "pace"), precum și oameni și evenimentele din trecut și viitor.
Pentru cei care susțin că nu se poate experimenta în mod direct aspectele divine (de exemplu, Dumnezeu), semnul "Dumnezeu" poate servi drept un exemplu de referință cu un referent absent. În plus, anumite secte ale iudaismului și ale altor religii consideră că este un păcat să scrii, arunci, sau să deformezi un nume divin. Pentru a evita această problemă, semnificantul G-d este folosit uneori, deși acest lucru ar putea fi văzut ca un semn care se referă la un alt semn cu un referent absent.

### Semnul lingvistic
Însuși conceptul semnului lingvistic este combinația de conținut și de exprimare, dintre care prima poare face referire la entități din lume, sau concepte mai abstracte, de ex gândirea. Anumite părți de vorbire există numai pentru a exprima referința, și anume anafora, precum pronumele. Subsetul de reflexive exprimă co-referința a doi participanți într-o propoziție. Acestea ar putea fi agentul (actor) și pacientul (acționat), la fel ca în "Omul s-a spălat el însuși", tema și destinatarul, ca în "I-am arătat lui Maria pe ea însăși", sau diverse alte combinații posibile.

## Informatică
În informatică, referințele sunt tipuri de date care se referă la un obiect în altă parte în memorie și sunt folosite pentru a construi o mare varietate de structuri de date, cum ar fi liste legate între ele. În general, o referință este o valoare care permite unui program să acceseze direct elementul de date particulare. Cele mai multe limbaje de programare suportă o anumită formă de referință. 
Noțiunea de referință este, de asemenea, importantă în teoria bazelor de date relaționale.

## Biblioteci și știința informației
Trimiterile la mai multe tipuri de materiale tipărite pot veni în format electronic, sau într-o formă care poate fi citită cu un aparat. Pentru cărți, există ISBN, iar pentru articolele de revistă există identificatorul de obiect digital (Digital object identifier (DOI)) câștigă în relevanță. Informațiile pe internet pot fi menționate printr-un identificator (Uniform Resource Identifier (URI)).

## Psihologie
În ceea ce privește procesarea mentală, se utilizează o auto-referință în psihologie pentru a stabili identificarea cu o stare mentală în timpul auto-analizei. Aceasta urmărește să permită individului să dezvolte propriile cadre de referință într-o stare mai largă de conștientizare imediată. Dar aceasta poate duce, de asemenea, la un raționament circular, prevenind evoluția gândirii.

## Școala
În mediul academic și în școli, o informație autor-titlu-dată în bibliografii și note de subsol, specifică operele altor persoane. Copierea de materiale de către un alt autor fără citarea corespunzătoare sau fără permisiunile necesare este considerată plagiat.
Ținerea unui jurnal permite unui individ să utilizeze referințe pentru organizarea personală, indiferent dacă oricine altcineva înțelege sau nu sistemele de referință utilizate. Cu toate acestea, oamenii de știință au studiat metodele de referință datorită rolului lor esențial în comunicarea și cooperarea între oameni diferiți, și, de asemenea, din cauza unor neînțelegeri care pot apărea. Studiul modern academic de referință a fost dezvoltat încă din secolul al 19-lea.
În școli, o referință poate fi o citare a unui text care a fost utilizat în crearea unei teme, cum ar fi un eseu, raport, sau discurs. Scopul său principal este acela de a permite persoanelor care citesc o astfel de lucrare să examineze sursele autorului, pentru valabilitate sau pentru a afla mai multe despre acest subiect. Astfel de elemente sunt adesea listate la sfârșitul unui articol sau carte într-o secțiune marcată "Bibliografie" sau "Referințe". O secțiune bibliografică conține adesea lucrări necitate de autor, dar utilizate ca lectura de fundal sau listate ca fiind potențial utile pentru cititor. O secțiune de referințe cuprinde doar lucrările citate de autor în textul secțiunii.

## Lege
În legea brevetelor, o referință este un document care poate fi folosit pentru a arăta starea cunoștințelor la un moment dat și, prin urmare, se poate revendica o invenție evidentă sau anticipată. Exemple de referințe sunt brevete ale oricărei țări, articole din reviste, teze de doctorat care sunt indexate și accesibile, astfel, celor interesați în găsirea de informații cu privire la subiect, și, într-o oarecare măsură, materiale de pe Internet care sunt la fel de accesibile.

## Artă
În artă, o referință este un element care are la bază o lucrare. Acest lucru poate include:
- opera de artă existentă,
- reproducere (de ex., foto),
- un obiect observat direct (de ex., persoană), sau
- memoria artistului.

Un alt exemplu de referință sunt mostre ale diferitelor opere muzicale care sunt încorporate într-o nouă operă.